# Alan Campbell (attore)
Bruce Alan Campbell (Homestead, 22 aprile 1957) è un attore statunitense, attivo in campo teatrale, televisivo e cinematografico.

## Biografia
Alan Campbell nacque a Homestead, figlio della casalinga Audrey Carolyn Griner e del fattore Edward John Campbell. Studiò all'Università Tulane e si laureò in business all'Università di Miami. Noto al grande pubblico per i ruoli di Derek Mitchell in Due come noi e E. Z. Taylor in Three's a Crowd, Campbell è anche un apprezzato interprete teatrale.
Ha fatto il suo debutto a Broadway nel 1994 con la prima del musical Sunset Boulevard con Glenn Close, per cui ha ottenuto una candidatura al Tony Award al miglior attore protagonista in musical. Recitò a Broadway anche nei musical Contact (2002) e Mamma Mia! (2014), mentre nel resto del Paese ha interpretato ruoli di rilievo in allestimento d'alto profilo di numerosi musical e opere di porsa, tra cui La bella e la bestia (Raleigh, 2005), Oleanna (Naples, 2008), Il dubbio (Naples, 2009), La morte e la fanciulla (Kennedy Center, 2010) e Hello Again (Off-Broadway, 2011).
È stato sposato con Nova Ball dal 1987 al 1990 e con Lauren Kennedy dal 1999 al 2013. Dal secondo matrimonio ha avuto la figlia Riley Rose Campbell.

## Filmografia parziale

### Cinema
- The Final Terror, regia di Andrew Davis (1983)
- Quelli dell'accademia militare (Weekend Warriors), regia di Bert Convy (1986)
- Un semplice desiderio (A Simple Wish), regia di Michael Ritchie (1997)
- Zio Frank (Uncle Frank), regia di Alan Ball (2020)

### Televisione
- Truck Driver - serie TV, 1 episodio (1979)
- Lobo - serie TV, 1 episodio (1979)
- Destini - serie TV, 1 episodio (1983)
- L'albero delle mele - serie TV, 18 episodi (1984-1985)
- Matlock - serie TV, 2 episodi (1986)
- Due come noi - serie TV, 103 episodi (1987-1992)
- Homicide - serie TV, 1 episodio (1998)
- Law & Order - Unità vittime speciali - serie TV, 1 episodio (2006)
- Dopesick - Dichiarazione di dipendenza (Dopesick) - serie TV, 4 episodi (2021)

## Doppiatori italiani
Nelle versioni in italiano delle opere in cui ha recitato, Alan Campbell è stato doppiato da:
- Tonino Accolla in Due come noi (st. 1)
- Mauro Gravina in Due come noi (st. 2)
- Tony Sansone in Due Come noi (st. 3-5)